# Гетто в Боровухе-2
Гетто в Борову́хе-2 (15 сентября 1941 — 3 февраля 1942) — еврейское гетто, место принудительного переселения евреев посёлка Боровуха-2 Полоцкого района Витебской области и близлежащих населённых пунктов в процессе преследования и уничтожения евреев во время оккупации территории Белоруссии войсками нацистской Германии в период Второй мировой войны.

## Оккупация Боровухи-2 и создание гетто
В районе Полоцка существовало три территории с названием «Боровуха», причём в советское время во всех трёх базировались воинские части. Для различения им были присвоены порядковые номера. В настоящее время Боровуха-1 с 2019 года является частью Новополоцка, а с 1990-х годов Боровуха-2 (район нынешней улицы Боровая) и Боровуха-3 (район нынешней улицы Вологина) в статусе микрорайонов входят в состав Полоцка.
Посёлок Боровуха-2 был захвачен немецкими войсками одновременно с Полоцком 16 июля 1941 года, и оккупация продлилась три года — до 4 июля 1944 года.
Реализуя нацистскую программу уничтожения евреев, немцы создавали гетто почти во всех городах и населённых пунктах Беларуси, где проживало еврейское население. Так и в Полоцке оккупанты организовали гетто в начале августа 1941 года, а примерно через месяц, 15 сентября 1941 года, создали новое гетто в посёлке Боровуха-2 за северной чертой Полоцка, на территории кирпичного завода, и перегнали туда большинство узников из Полоцка. Также в это гетто согнали около 2000 евреев из местечек Белое (с 1975 года — Азино), Боровуха-1, Дретунь и Юровичи.

## Условия в гетто
Всего в гетто оказались около 8000 человек. Разместили их в 10 бараках бывшего кирпичного завода.
Гетто было «закрытого типа», огорожено колючей проволокой и охранялось полицейскими. Часть евреев находилась под открытым небом, а в бараках размещались в страшной тесноте. Бараки не отапливались.
Узников постоянно грабили, «бобики» (так в народе презрительно называли полицаев) срывали с людей кольца и часы, женщин в поисках драгоценностей раздевали догола. Один раз в сутки давали мучную баланду и 100 грамм хлеба из смеси опилок со жмыхом, но воды люди не получали, в результате чего ежедневно умирали десятки заключённых. Из-за отсутствия санитарных условий в гетто распространились эпидемии, уносящие сотни жизней.
Евреев принуждали к тяжёлому физическому труду, а тех, кто уже не мог работать, расстреливали или избивали до смерти.

## Уничтожение гетто
В материалах «Чрезвычайной государственной комиссии по установлению и расследованию фактов злодеяний и зверств, совершенных немецко-фашистскими захватчиками и их сообщниками в период временной оккупации в Полоцке от 7 мая 1945 года» называются даты двух «акций» (таким эвфемизмом нацисты называли организованные ими массовые убийства): 21 ноября и 11 декабря 1941 года.
21 ноября 1941 года в лесу южнее посёлка были расстреляны 2300 узников. Колонну обречённых людей конвоировали к месту казни немецкие солдаты и полицаи. Айнзатцкоманда-9 — исполнитель всех массовых убийств полоцких евреев. До 20 октября 1941 года этим карательным подразделением командовал Фильберт, после него до февраля 1942 года Шефер, и до января 1943 года — Букхардт. Известны имена нескольких коллаборационистов, участвовавших в убийстве евреев — Правило Василий, Огурецкий Николай, Любельский Сергей, Авласенко, Лабецкий, Шеститко. Евреев убивали в нескольких ямах, на краю каждой из которых стояли по 5 карателей с винтовками. Людям приказывали раздеться до нижнего белья, после чего расстреливали, а детей бросали в ямы живыми.
Оккупанты испытывали нужду в бесплатном и квалифицированном еврейском труде, и на некоторое время оставили в гетто ремесленников и их семьи. Последних живых специалистов расстреляли 3 февраля 1942 года — в тот день погибло 615 евреев.
Примерное число погибших евреев Полоцка и окружающих территорий составляет от 7 до 8 тысяч человек.
С целью сокрытия следов преступлений и выполняя приказ Гиммлера, подразделения специально созданной для этого зондеркоманды-1005 в 1943 году вскрывали могилы и сжигали тела полоцких евреев.

## Память
Опубликованы фрагментарные списки жертв геноцида евреев в Полоцке, но без указания конкретного места смерти.
В 2016 году недалеко от одного из мест массового захоронения узников гетто в Боровухе-2 был установлен памятник.